# Шпенглер, Тильман
Тильман Шпенглер (нем. Tilman Spengler; род. 2 марта 1947 года, Оберхаузен) — немецкий китаист, писатель и журналист.

## Биография
Шпенглер изучал китаеведение, политологию и современную историю в Гейдельберге, Тайбэй и Мюнхене и в течение нескольких лет работал в Институте Макса Планка для исследования условий жизни в научном и техническом мире в Штарнберге. В 1972 году он защитил докторскую диссертацию в Мюнхене.
Затем он шесть лет работал научным сотрудником у философа Карла Фридриха фон Вайцзеккера. Помимо академической работы, он регулярно публиковался в Die Zeit и GEO. В 1991 году он опубликовал роман-биографию «Мозг Ленина», переведенный на 21 язык. В 1992 году Шпенглер возглавил художественный отдел еженедельной газеты Die Woche. В 2003 году он опубликовал свой сборник рассказов, когда мужчины искажают себя.
Шпенглер является одним из основателей Любекского литературного собрания «Gruppe 05». С мая 2006 года он является частью Сети выпускников Sinologie Heidelberg (SHAN) e. V. (синологической семинар в Гейдельбергском университете) в качестве члена Совета попечителей. С 1980 года до того, как она была временно принята на работу в 2008 году, он был соредактором журнала Kursbuch. Он является членом ПЕН-центра Германии.

Шпенглер — эксперт по Китаю и был там 1976 году во время сильного землетрясения. Он также сопровождал тогдашнего федерального канцлера Герхарда Шредера в 2001 году и в мае 2008 года тогдашнего министра иностранных дел Франка-Вальтера Штайнмайера во время визитов в страну. В интервью в 2010 году он описал свои отношения с Китаем следующим образом: 
Для интенсивности пристального наблюдения для меня очень важно чувство чужеродности. Через несколько недель вы больше не сможете видеть, слышать или обонять особенности. […] Для меня Китай — это место с довольно высокой плотностью населения во многих сферах жизни. Не знаю, как долго это заставляет вас думать. Я всегда покидал Китай достаточно рано, прежде чем он перешел в фазу затишья.

## Скандал
Совсем недавно Шпенглер заявил, что большая часть немецкой синологии умалчивает о текущей политической ситуации в Китае. В конце концов, это контрастирует с более ранним преклонением перед маоизмом. В 2010 Шпенглер произнёс хвалебную речь на презентации Hermann Кестена премии к Лю Сяобо, который также был немного позже удостоен Нобелевской премии мира. Китаевед участвовал в подготовке выставки «Искусство просвещения» в Китайском национальном музее в Пекине, которая экспонируется в течение года с 1 апреля 2011 года. В марте 2011 года, когда она открыла свою миссию для Лю Сяобо и других диссидентов, Шпенглеру было отказано во въезде в Китай для сопровождения министра иностранных дел Гидо Вестервелле. В качестве причины запрета на въезд представитель китайской культуры заявил, что Шпенглер «оскорбил чувства китайского народа». В интервью Шпенглер назвал проект «значимым событием», но такие события также дали «легитимизирующие импульсы».
Шпенглер написал и модерировал 101-серийный сериал «Классики мировой литературы» для телеканала BR-alpha, эпизоды которого впервые транслировались с 2009 по 2011 год.
Шпенглер живет в Амбахе на озере Штарнберг и в Берлине. Он женат на актрисе Дафне Вагнер, у него есть дочь.

## Интересные факты
Тильман Шпенглер — внучатый племянник Освальда Шпенглера.

## Награды
1999 — городской служащий Майнца.
- Премия Эрнста Хоферихтера 2003 г.
- Литературная премия города Мюнхена 2008 г.

## Произведения
- Планируемый прирост населения в процессе принятия решений экономической и социальной политики в КНР, 1975 г.
- Падение Линь Бяо. Парадигма военно-гражданских конфликтов в КНР. Уведомления d. Институт ф. Азиатские исследования Гамбург № 76[1].
- Мозг Ленина, Ровольт, Райнбек близ Гамбурга[2].
- Призрачные стены. Китайские туристические фотографии, Ровольт, Райнбек возле Гамбурга 1991[3].
- Художник из Пекина, Ровольта, Райнбека под Гамбургом 1993[4].
- Когда мужчин вводят в заблуждение. История страдания 24 позвонков, Rowohlt, Berlin 1996[5].
- Лоб, глаза и рот. Rowohlt, Reinbek bei Hamburg 1999. 320 страниц[6].
- Моя компания. Учебник незавершенного, Берлинское издательство, Берлин 2001[7].
- Счастье ждет за городом. Репортажи и рассказы из Китая. Berliner Taschenbuch Verlag, Берлин 2002[8].
- В гостях у Вагнера. Искусство, культура и кулинарные изыски на вилле Ванфрид. Вместе с Дафной Вагнер и Барбарой Латтербек, Коллекция Рольфа Хейна, Мюнхен 2002[9].
- Майорка: О черных свиньях и Мадоннах. Оазисы для чувств. Сан-Суси Верлаг, Мюнхен 2003[10].
- 15 обезьян для Иды. Или 15 обезьян для Иды, которая однажды задала очень умный вопрос. Вместе с Йоргом Иммендорфом, Bloomsbury Children’s and Youth Books, Кёльн 2005, 58 страниц[11].
- Вы бываете здесь часто? Искусство умного разговора. Ульштейн, Берлин, 2009 г.[12].
- Это должно быть правдой, иначе я не мог бы сказать. 30 удач в мировой литературе. Ульштейн, Берлин 2011 г.[13].
- Вы действительно все это имеете в виду? Удачи мировой литературы. Deutscher Taschenbuch Verlag, Мюнхен, 2013 г.[14]
- Дерзкая попытка зависнуть в воздухе. Berlin Verlag, Берлин[15] .

Как редактор:
- Джозеф Нидхэм. Научный универсализм. О важности и особенностях китайской науки. Отредактировал, представил и перевел Тилман Шпенглер. Зуркамп, Франкфурт-на-Майне 1977,[16]
- Последние дни Ленина. Реконструкция Алексея Чанютина и Бориса Рудина, Rowohlt Берлин, Берлин 1994,[17]
- Москва Берлин. Стереограммы, Berlin Verlag, Берлин 2001,[18]

Как переводчик:
- Леонора Кэррингтон: ушная трубка, пер. с английского. Инзель, Франкфурт-на-Майне[19].